# Денислав Борисов
Денислав Борисов е български журналист, репортер и водещ на Би Ти Ви Новините.

## Биография и дейност
Денислав Борисов е роден в Перник, но е израснал в Радомир. След като завършва средното си образование в града, Денислав продължава обучението си в Софийски университет „Св. Климент Охридски“, специалност журналистика. Придобива магистърска степен отново там със специалност връзки с обществеността.
Започва работа като стажант в BBT, а след това е репортер и водещ на актуално предаване в същата телевизия. На 20 години води новини, а по-късно води и делничен сутрешен блок. Става част от екипа на bTV през 2010 година, а през февруари 2015 – водещ на сутрешните емисии на bTV Новините.
Като репортер отразява голяма част от извънредните и бедствени ситуации в последните години – предавал е от наводненията в Бисер, Аспарухово и Мизия, както и след земетресението в Перник. Част от значимите му репортажи в bTV Репортери са „В какво се превръща културата“, „Двойници“ и „Истински приказки“
Денислав Борисов е награден от Асоциацията на българските авиокомпании за отразяване на авиационния бранш и новостите при ръководството на въздушния трафик над страната.
На 1 юли 2022 г. Борисов напуска bTV.